# Big Station
Big Station je jedenácté sólové studiové album amerického hudebníka Alejandra Escoveda. Vydáno bylo v červnu roku 2012 společností Fantasy Records a jeho producentem byl Tony Visconti, který s Escovedem spolupracoval již v minulosti.

## Seznam skladeb
1. „Man of the World“
2. „Big Station“
3. „Sally Was a Cop“
4. „Bottom of the World“
5. „Can't Make It Run“
6. „San Antonio Rain“
7. „Headstrong Crazy Fools“
8. „Common Mistake“
9. „Never Stood a Chance“
10. „Party People“
11. „Too Many Tears“
12. „Sabor A Mi“

## Obsazení
- Alejandro Escovedo – zpěv, kytara
- Bobby Daniel – baskytara, zpěv
- Brian Standefer – violoncello
- Chris Searles – bicí
- Warren Hood – housle
- David Pulkingham – kytara, zpěv, klávesy
- Evan Jacobs – varhany
- Jim Eno – surdo, tleskání
- Tony Visconti – tamburína, klávesy
- Elias Haslanger – saxofon
- Ephraim Owens – trubka
- Kristeen Young – zpěv
- Gina Lopez Holton – zpěv
- Karla Manzur – zpěv